# Melba Highway
La Melba Highway () est une route longue de 85 km située au Victoria et reliant le quartier de Coldstream dans la grande banlieue de Melbourne à la ville de Yea, dans les Central Highlands, et la Goulburn Valley Highway.

## Route
La route traverse la plaine alluviale du fleuve Yarra et les riches vignobles de la vallée du Yarra près de Yarra Glen, grimpe, entre Dixons Creek et Glenburn au sommet de la cordillère australienne jusqu'à un carrefour qui relie la route aux villes voisines de Kinglake et de Toolangi.
De là, la route traverse des forêts et des terres agricoles avant d'arriver à Yea, une petite bourgade agricole.

## Historique
La route est nommée d'après Nellie Melba, une célèbre chanteuse d'opéra australienne du début du XXe siècle dont l'ancienne maison de campagne était située à l'extrémité sud de la route, à la jonction de la Melba Highway et de la Maroondah Highway à Coldstream.
La route est située dans les Comtés de la chaîne Yarra et de Murrindindi.

## Galerie

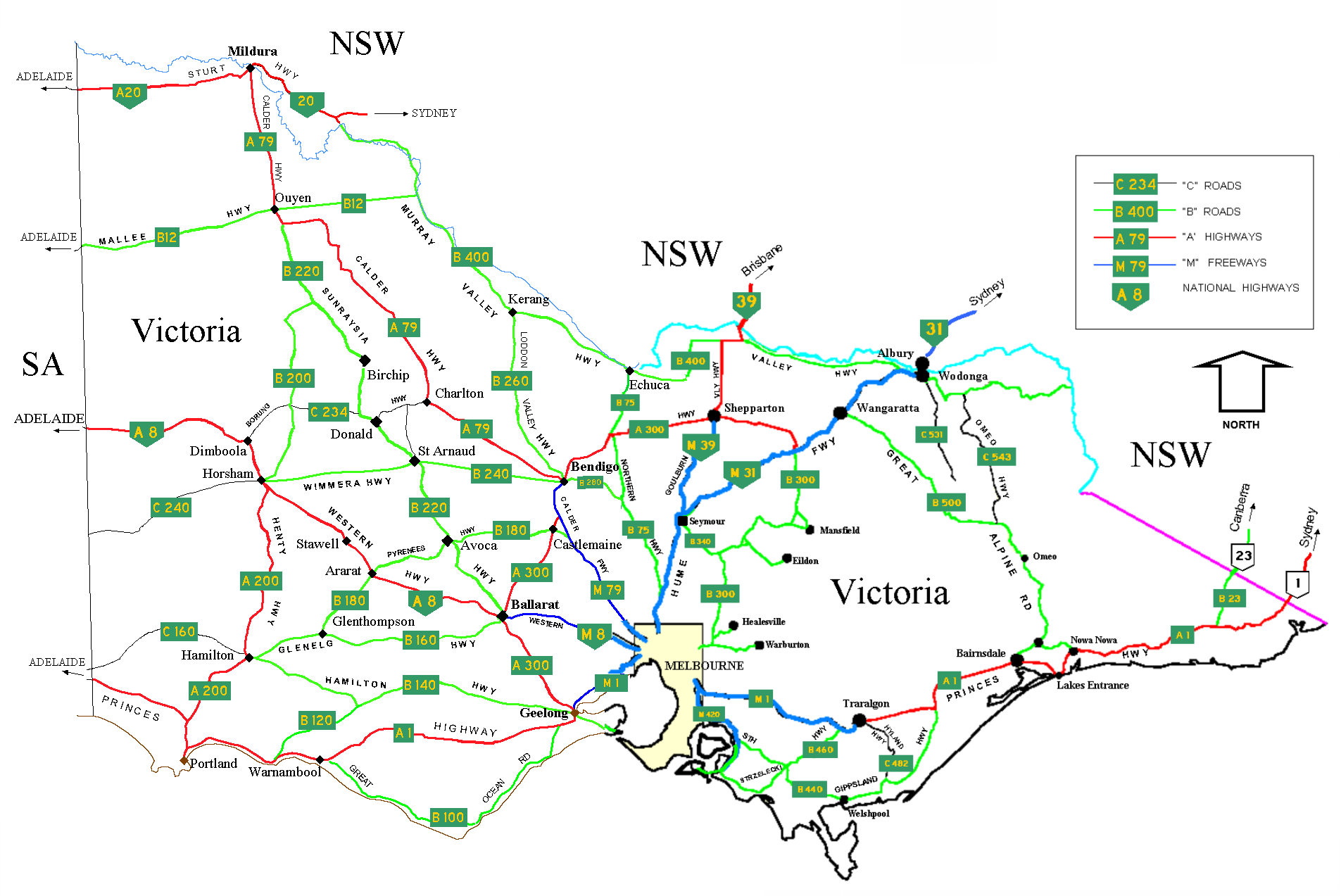